# Hermannia transvaalensis
Hermannia transvaalensis är en kvalsterart som beskrevs av Wet 1993. Hermannia transvaalensis ingår i släktet Hermannia och familjen Hermanniidae. Inga underarter finns listade i Catalogue of Life.